# Kanton Vaud
Kanton Vaud [vó] (francosko in italijansko Vaud, nemško Waadt, retoromansko Vad) je kanton v zahodni Švici z 830.000 prebivalci, ki živijo na 3.200 kv.km. Njegovo glavno mesto je Lozana, drugi večji mesti sta Yverdon-les-Bains in Montreux.
Kanton leži v francosko govorečem delu Švice in njegov uradni jezik je francoščina. Na severu meji na kanton Neuchâtel, na vzhodu na kantona Fribourg in Bern, na jugovzhodu na kanton Valais, na jugozahodu na kanton Ženeva in na zahodu na Francijo. Geografija kantona zajema tri naravne regije Švice: gorstvo Jura, Švicarsko planoto in Švicarske Alpe. Na njegovem ozemlju deloma ležita dve izmed velikih jezer v državi, Ženevsko in Neuchâtelsko jezero.
Od leta 1536 do 1798 je bil Vaud podložno ozemlje mestne države Bern. Z ustanovitvijo Helvetske republike je postal ena od njenih upravnih enot, imenovanih »kantoni«, Leta 1803 pa je postal samostojen kanton Švicarske konfederacije.

## Prebivalstvo
Po podatkih s konca leta 2022 je imel kanton 830 431 prebivalcev. Okoli polovica prebivalstva živi v aglomeraciji mest Lozana in Morges, poleg tega so v kantonu štiri druge aglomeracije: Yverdon, širšo Ženevo, Riviera in Chablais.
Poleg zgoraj omenjenih mest so posamezna večja mesta Nyon (22.000), Renens (21.000), Pully, Vevey (20.000), Glenend, Morges, Orbe, La Tour-de-Peilz, Écublens, Aigle, Payerne, Lutry, Epalinges, Le Mont-sur-Lausanne itd.
Delež tujcev (prijavljenih prebivalcev brez švicarskega državljanstva) je konec 2022 znašal 33,2 odstotka. 83,9 % prebivalcev je doma govorilo francosko, 5,2 % italijansko, 5,0 % nemško, 8,7 % angleško in 23,4 % druge jezike.
Dobra četrtina prebivalstva, starejšega od 15 let, je katolikov, slaba petina evangeličanov, medtem ko je okoli dve petini brez verske pripadnosti.

## Upravna delitev
Kanton je razdeljen na deset okrajev (districts), ki se nadalje delijo na 300 občin:
- okraj Aigle
  - občine Aigle, Bex, Chessel, Corbeyrier, Gryon, Lavey-Morcles, Leysin, Noville, Ollon, Ormont-Dessous, Ormont-Dessus, Rennaz, Roche, Villeneuve, Yvorne
- okraj Broye-Vully
  - občine Avenches, Bussy-sur-Moudon, Champtauroz, Chavannes-sur-Moudon, Chevroux, Corcelles-le-Jorat, Corcelles-près-Payerne, Cudrefin, Curtilles, Dompierre, Faoug, Grandcour, Henniez, Hermenches, Lovatens, Lucens, Missy, Moudon, Payerne, Prévonloup, Ropraz, Rossenges, Syens, Trey, Treytorrens, Valbroye, Villars-le-Comte, Villarzel, Vucherens, Vulliens, Vully-les-Lacs
- okraj Gros-de-Vaud
  - občine Assens, Bercher, Bettens, Bottens, Boulens, Bournens, Boussens, Bretigny-sur-Morrens, Cugy, Daillens, Échallens, Essertines-sur-Yverdon, Étagnières, Fey, Froideville, Goumoëns, Jorat-Menthue, Lussery-Villars, Mex, Montanaire, Montilliez, Morrens, Ogens, Oppens, Oulens-sous-Échallens, Pailly, Penthalaz, Penthaz, Penthéréaz, Poliez-Pittet, Rueyres, Saint-Barthélemy, Sullens, Villars-le-Terroir, Vuarrens, Vufflens-la-Ville
- okraj Jura-Nord vaudois
  - občine Agiez, Arnex-sur-Orbe, Ballaigues, Baulmes, Bavois, Belmont-sur-Yverdon, Bioley-Magnoux, Bofflens, Bonvillars, Bretonnières, Bullet, Chamblon, Champagne, Champvent, Chavannes-le-Chêne, Chavornay, Chêne-Pâquier, Cheseaux-Noréaz, Concise, Corcelles-près-Concise, Cronay, Croy, Cuarny, Démoret, Donneloye, Épendes, Fiez, Fontaines-sur-Grandson, Giez, Grandevent, Grandson, Juriens, La Praz, L'Abbaye, L'Abergement, Le Chenit, Le Lieu, Les Clées, Lignerolle, Mathod, Mauborget, Molondin, Montagny-près-Yverdon, Montcherand, Mutrux, Novalles, Onnens, Orbe, Orges, Orzens, Pomy, Premier, Provence, Rances, Romainmôtier-Envy, Rovray, Sainte-Croix, Sergey, Suchy, Suscévaz, Tévenon, Treycovagnes, Ursins, Valeyres-sous-Montagny, Valeyres-sous-Rances, Valeyres-sous-Ursins, Vallorbe, Vaulion, Villars-Épeney, Vugelles-La Mothe, Vuitebœuf, Yverdon-les-Bains, Yvonand
- okraj Lozana
  - občine Cheseaux-sur-Lausanne, Épalinges, Jouxtens-Mézery, Le Mont-sur-Lausanne, Lozana, Romanel-sur-Lausanne
- okraj Lavaux-Oron
  - občine Belmont-sur-Lausanne, Bourg-en-Lavaux, Chexbres, Forel, Jorat-Mézières, Lutry, Maracon, Montpreveyres, Oron, Paudex, Puidoux, Pully, Rivaz, Saint-Saphorin, Savigny, Servion
- okraj Morges
  - občine Aclens, Allaman, Aubonne, Ballens, Berolle, Bière, Bougy-Villars, Bremblens, Buchillon, Chavannes-le-Veyron, Chevilly, Chigny, Clarmont, Cossonay, Cuarnens, Denens, Denges, Dizy, Échandens, Échichens, Éclépens, Étoy, Féchy, Ferreyres, Gimel, Gollion, Grancy, Hautemorges, La Chaux, La Sarraz, L'Isle, Lavigny, Lonay, Lully, Lussy-sur-Morges, Mauraz, Moiry, Mollens, Mont-la-Ville, Montricher, Morges, Orny, Pompaples, Préverenges, Romanel-sur-Morges, Saint-Livres, Saint-Oyens, Saint-Prex, Saubraz, Senarclens, Tolochenaz, Vaux-sur-Morges, Villars-sous-Yens, Vufflens-le-Château, Vullierens, Yens
- okraj Nyon
  - občine Arnex-sur-Nyon, Arzier-Le Muids, Bassins, Begnins, Bogis-Bossey, Borex, Bursinel, Bursins, Burtigny, Chavannes-de-Bogis, Chavannes-des-Bois, Chéserex, Coinsins, Commugny, Coppet, Crans, Crassier, Duillier, Dully, Essertines-sur-Rolle, Eysins, Founex, Genolier, Gilly, Gingins, Givrins, Gland, Grens, La Rippe, Le Vaud, Longirod, Luins, Marchissy, Mies, Mont-sur-Rolle, Nyon, Perroy, Prangins, Rolle, Saint-Cergue, Saint-George, Signy-Avenex, Tannay, Tartegnin, Trélex, Vich, Vinzel
- okraj Ouest lausannois
  - občine Bussigny, Chavannes-près-Renens, Crissier, Écublens, Prilly, Renens, Saint-Sulpice, Villars-Sainte-Croix
- okraj Riviera-Pays-d'Enhaut
  - občine Blonay - Saint-Légier, Chardonne, Château-d'Œx, Corseaux, Corsier-sur-Vevey, Jongny, La Tour-de-Peilz, Montreux, Rossinière, Rougemont, Vevey, Veytaux